# Мойка (Самарская область)
Мойка — село в Борском районе Самарской области. Входит в состав сельского поселения Заплавное.

## География
Расположено на реке Мойке (притоке Самары) примерно в 14 км к юго-востоку от села Борского.
Расстояние до центра сельского поселения, села Заплавное, составляет 12 км.

## История
Деревня Мойка (Новинка) появилось не позднее второй половины XVIII века. Располагалось на одноимённой реке у почтового тракта из Бузулука в Самару. Деревня получила название по реке, имя которой, по одной из версий, имеет финно-угорское происхождение. В некоторых финно-угорских языках нарицательное мой означает «бобр».
По данным 1859 года, сельцо Мойка входило в состав 2-го стана Бузулукского уезда Самарской губернии. В сельце было 48 дворов, на которых проживало 307 человек (150 мужчин и 157 женщин), имелась почтовая станция. Владельцем сельца был помещик Николай Иванович Христ. В 1860 году при селе был основан Мойский Свято-Троицкий мужской монастырь.
После крестьянской реформы 1861 года сельцо вошло в состав Заплавинской волости 1-го стана. Согласно сведениям 1889 года, в сельце проживало 374 человека и была усадьба. По данным Всероссийской переписи 1897 года, в сельце было 47 дворов и проживало 315 человек (140 мужчин и 175 женщин). К 1900 году в Мойке имелась земская станция, насчитывалось 86 десятин надельной земли.
После Октябрьской революции монастырь был упразднён, а на его землях была организована коммуна «Солнце правды», в 1921 году объединённая с другими коммунами и преобразованная в сельхозартель имени Клары Цеткин. К 1930-м годам все монастырские постройки были снесены.
К 1920-м годам Мойка получила статус села и вошла в состав Борской волости Бузулукского уезда. Село являлось административным центром Мойского сельсовета, в состав которого помимо Мойки входили посёлки Луговой, Шляховский, Репинский, артель Звезда и хутор Добиных. По данным переписи 1926 года, в селе Мойка было 73 двора и проживало 334 человека (157 мужчин и 177 женщин). По национальности все жители села были русскими.
В 1929 году в селе был организован колхоз имени Борской МТС. В 1942 году сменил название на колхоз имени Челюскинцев. В 1955 году объединён с колхозом имени Клары Цеткин Заплавинского сельсовета. Объединённый колхоз получил название «За мир» (упразднён в 1981 году).
К 1980-м годам село Мойка входило в состав Заплавинского сельсовета.

## Население
| 1859 | 1889 | 1897 | 1926 | 1986 | 2010 |
| ---- | ---- | ---- | ---- | ---- | ---- |
| 307  | ↗374 | ↘315 | ↗334 | ↘137 | ↘58  |

По данным Всероссийской переписи 2010 года, в селе проживает 58 человек (24 мужчины и 34 женщины).
По данным на 1 января 1986 года, в селе проживало 137 человек; преобладающая национальность — русские.
На 2024 год проживает около 40 человек

## Инфраструктура
В селе одна улица — Заречная. Село электрифицировано и газифицировано. В Мойку из села Борского через Заплавное и посёлок имени Клары Цеткин ходит автобус маршрута № 126а.